# Дін Коллінс
Дін Коллінс (ім'я при народженні Сол Руддоскі; 29 травня 1917 — 1 червня 1984) — американський ліндіхоппер, хореограф і джазовий танцівник. Приніс культуру лінді-хопу з Нью-Йорку до Південної Каліфорнії. Разом із партнеркою Джевел МакГован створив так званий Голлівудський варіант лінді-хопу. Дін Коллінс знявся у 37-38 кінострічках та багато виступав як на сцені, так і на телебаченні.

## Біографія
Дін Коллінс виріс у Нью-Арку, Нью Джерсі і у тринадцятирічному віці почав вчитися танцювати у своїх старших сестер. Досить скоро амбітний юнак бере участь у численних місцевих любительських змаганнях. Через деяких час він вирушає до Нью-Йорку, щоб професійно танцювати у Савої, Гарлемі. В 1935 Дін Коллінс отримує титул «Танцівник року» від журналу Нью-Йоркер. Бере участь у престижних змаганнях Harvest Moon Ball.
Переїжджає спочатку до Нового Орлеану в пошуках джазового коріння, а потім до Лос-Анджелесу у 1936 році. Працює прибиральником у кафе «Simon's Drive-In Diner» вдень, а вночі танцює в місцевих клубах «Diana Ballroom» та «Casino Gardens». Побоюючись за свою кар'єру через єврейське походження, змінює ім'я на «Дін Коллінс», використовуючи документи у знайденому гаманці. Виграє перші змагання у Каліфорнії в «Palomar Ballroom».
Його кар'єра у кіно починається зі стрічки Let's Make Music компанії RKO pictures, що знімалась у 1939 та вийшла у 1940. У 1942 він з'явився у короткому музичному кліпі The Chool Song. Він та його партнерка у титрах були названі «Коллінс та Коллетт»; музика до кліпу була записана Спайк Джонсом. Брав участь як танцівник та/або хореограф у близько сорока голлівудських кінострічках, включаючи знамениту Hellzapoppin' (1941).
Починає викладати лінді-хоп. Навчав танцювати до самої смерті у 1984. За цей час серед його учнів побували такі відомі особистості, як Ширлі Темпл, Джоан Кроуфорд, Сізар Ромеро, Ебботт і Костелло, Джонатан Біксбі, Сілвія Сайкс, й Артур Мюррей.
За словами дружини Діна Мері він створив унікальний, гладкий (анг. smooth) стиль з мінімальним баунсом. Дослідник джазового танцю Пітер Логгінс стверджую, що стиль Діна змінювався протягом усього життя, і наприкінці свого життя Дін знову танцював саме той лінді-хоп, якому він навчився у Савої у тридцятих. Стиль Коллінса у голлівудських стрічках став головним джерелом інформації для так званого «Голлівуд стайлу» у 1990-ті. Також він розробив свою унікальну версію Шим-шаму, що зараз відома як Шим-шам Діна Коллінса. Його версія була розрахована на виступ трьох танцівників, і хореографія була адаптована для конкретних артистів. Спочатку він виступав разом із Джеком Аркіном та Джонні Меттоксом, а згодом з Боббі Гефнером та Бартом Бартоло.
Коллінса часто згадуюсь у дискусіях навколо походження Вест Кост Свінгу, від якого він завжди відхрещувався. У будь-якому разі його стиль став дуже популярним. Назву весткост свінг використовували у студіях Артура Мюррея на відміну від терміна Фреда Астера «Вестерн Свінг», що легко було спутати з однойменною музикою. Коли його дружину, Мері Коллінс, запитали про зв'язок Діна з новим стилем, однак, вона сказала, що Дін наполягав, що є «тільки два виду свінгу — хороший та поганий».
Деякі танцівники, які знали Діна, такі як дружина легендарного танцівника Віллі Десатоффа, стверджуюсь, що коли Дін і Віллі побачили Вест Кост Свінг (часто неправильно пов'язують з Голлівуд стайлом лінді-хопу) вони назвали його — «мерзота для танцполу».
Ім'я Діна Коллінса часто згадують разом із іменем Джевел МакГован, «найкращої свінгової танцівниці усіх часів» за словами її сучасників. Вони були партнерами протягом 11 років та знялись у разом у багатьох кінострічках.
Коллінс спонсорував танцювальний чемпіонат у залі Palladium у Голлівуді. У 1983 змагання приймають назву «Super bowl of Swing» та включають Вест Кост Свінг, лінді-хоп, Іст Кост Свінг та хастл. Дін одружився вдруге та переїхав до Ґлендейлу. Дін був дуже активним членом свінгової громади до самої смерті 1984 року у 67 років.

## Фільмографія
- Let's Make Music (1940)
- Рядові (1941)
- The Get-Away (1941)
- Dance Hall (1941)
- Hellzapoppin' (1941)
- Jazzy Joe (1941)
- Chool Song — музичний кліп (1942)
- Glen Gray Casa Loma Vitaphone Short — музичний кліп (1942)
- Ride 'Em Cowboy (1942)
- The Powers Girl (1942)
- Springtime in the Rockies (1942)
- Always a Bridesmaid (1943)
- Ghost Catchers (1944)
- Sing a Jingle (1944)
- Sensations of 1945 (1945)
- Junior Prom (1945)
- Tabby The Cat — музичний кліп (1945)
- Living It Up (1954)

## Телебачення
- Steve Allen Show (1980)
- Eye On L.A. (1982)